# Milwaukeediepte
De Milwaukeediepte (19°35'N, 66°30'W) is het diepste punt van de Atlantische Oceaan en maakt deel uit van de Trog van Puerto Rico. Het ligt ongeveer 84 kilometer ten noorden van de kust van Puerto Rico en bereikt een maximum diepte van 8.605 meter.
Het diepste punt van de Atlantische Oceaan is vernoemd naar de USS Milwaukee, een Amerikaanse kruiser, die de diepte op 14 februari 1939 ontdekte.